# Anthanthrène
L'anthanthrène est un hydrocarbure aromatique polycyclique de formule C22H12 formé de six noyaux benzéniques fusionnés.